# Теорія підкови

Теорія підкови стверджує, що ультраліві та ультраправі насправді ближчі одні до інших, ніж до представників політичного центру

Теорія підкови — одна з теорій в політології, яка стверджує, що ультраліві та ультраправі насправді не є антагоністами та не перебувають на протилежних кінцях лінійного політичного спектра, а багато в чому подібні, нагадуючи кінці підкови. Автором теорії є французький письменник і філософ Жан-П'єр Фей.

## Походження терміна
Вперше термін був вжитий у книзі Жана-П'єра Фея Le Siècle des idéologies, що вийшла у 2002 році. Теорія була сформульована під впливом праць Ліпсета, Белла та інших вчених «плюралістичної школи».

## Сучасне використання
У 2006 році термін був використаний в ізраїльських ЗМІ, порівнюючи вороже ставлення до євреїв, яке проявлялось як з боку крайніх правих, так і з боку вкрай лівих.
В одному зі своїх есе Йозеф Йоффе, аналітик з Roland Berger Strategy Consultants, яка є однією з найбільших компаній у сфері стратегічного консалтингу в світі, писав таке:
 Чи впорається глобалізація з проблемами, що зростають? Непомітне повстання проти глобалізації насправді передувало кризі 2008 року. На всьому Заході популізм почав проявляти своє обличчя ще в середині 2000-х. Наочними прикладами до цього є Німеччина та Австрія, де популістські партії придбали велику кількість голосів під гаслами ізоляціонізму, протекціонізму та перерозподілу національного багатства. У Німеччині це був лівий популізм («Die Linke»); в Австрії ж, навпаки, вкрай праві партії набрали близько 30 % на виборах 2008 року. Разом ліві і праві ілюструють «теорію підкови» в сучасній політиці: її згинають так, що кінці майже стикаються. —  Йозеф Йоффе 

## Пояснення теорії та конкретні приклади
Згідно з деякими твердженнями, Північна Корея є ідеологічно вкрай правою або фашистською державою. У своїй книзі «The Cleanest Race» («Найчистіша раса»), Браян Майєрс стверджує, що Північна Корея є ідеологічно вкрай правою державою завдяки пропаганді ксенофобії і крайнього націоналізму, а також псевдорелігійного прославлення колишніх та нинішніх керівників і расової риторики уряду. Водночас північнокорейський режим позиціює себе як поборник соціалізму через державну ідеологію чучхе.  Деякі авторитетні дослідники тоталітаризму, серед яких Ганна Арендт, у своїх працях доводили схожість комуністичної системи СРСР та нацизму Третього рейху на противагу поширеної лінійної схеми розташування політичних ідеологій, яка розводить ці ідеології в протилежні боки.

## Наукові дослідження та критика
Теорія підкови не має широкої підтримки в академічних колах; рецензованих досліджень політологів на цю тему небагато, а наявні дослідження та всебічні огляди часто суперечать її основним положенням, або ж знаходять лише обмежену підтримку теорії за певних умов. Дослідження 2011 року про ультралівих і ультраправих у контексті президентських виборів 2007 року у Франції завершилося: «Різні соціальні та політичні логіки пояснюють електоральну підтримку цих двох кандидатів: їхні виборці не перебувають в одному політичному просторі, вони не мають однакового соціального походження і не поділяють однакових цінностей». Такого висновку дійшли автори дослідження 2012 року: «Таким чином, отримані результати не підтверджують ідею про те, що прихильники екстремістських ідеологій з лівого і правого боку схожі один на одного, а натомість підтримують альтернативну точку зору, що різні екстремістські ідеології приваблюють різних людей. Іншими словами, екстремістів слід розрізняти на основі ідеології, якої вони дотримуються, і не існує універсального екстремістського типу, який відчуває себе як вдома в будь-якій екстремальній ідеології». У дослідженні 2019 року був такий підсумок: «Наші висновки свідчать про те, що говорити про “крайні ліві цінності” або “крайні праві цінності” може бути недоцільно, оскільки члени обох груп є неоднорідними за цінностями, які вони підтримують». Зі свого боку, так завершилося дослідження про антисемітизм 2022 року: «За всіма пунктами крайні ліві менше погоджуються з цими твердженнями порівняно з поміркованими, а крайні праві більше погоджуються з цими твердженнями порівняно з поміркованими. Всупереч теорії «підкови», дані свідчать про зростання антисемітизму зліва направо». Пол Г. П. Ганель, науковий співробітник Ессекського університету, та ін. підсумували деякі з цих досліджень. Вони написали:
Дехто навіть стверджує, що всі екстремісти, як ліві, так і праві, насправді підтримують подібну політику, згідно з так званою «теорією підкови». Однак останні дослідження не тільки не підтверджують такі переконання, але й суперечать їм... Ван Гіл також виявив, що ліві респонденти повідомили про значно нижчу підтримку цінностей, пов'язаних зі збереженням природи, саморозвитком та антиімміграційними настроями, порівняно з поміркованими та правими активістами, при цьому праві повідомили про більшу підтримку таких цінностей та настроїв ... Загалом, ван Гіл надав докази того, що західноєвропейські екстремістські групи далеко не однорідні, а ліві і праві групи представляють різні ідеології.
Деякі вчені відкинули цю теорію як надмірне спрощення та узагальнення, що ігнорує їхні фундаментальні відмінності, і поставили під сумнів загальні передумови теорії, посилаючись на значні відмінності між лівими і правими в політичному спектрі та в управлінні державою. Чіп Берлет, експерт з правих рухів, відкидає уявні загравання між ультралівими та ультраправими як спрощення політичних ідеологій, що ігнорує фундаментальні відмінності між ними. У книзі 2000 року про радикальних правих у США «Правий популізм в Америці: Занадто близько для комфорту» він та Метью Н. Лайонс, ще один експерт з правих рухів, відкинули як твердження про значну роль ультраправих у протестах 1999 року в Сіетлі, так і звіт Південного правового центру з питань бідності, який “значною мірою покладався на центристський/екстремістський аналіз”. У контексті антиглобалістського руху вони також згадують, що ліві політичні сили були стурбовані проникненням ультраправих у групи, що виступають проти Світової організації торгівлі, в тому числі на чолі з лібералами-центристами і соціал-демократами, які не хотіли асоціюватися з «правими націоналістами і фанатиками». Деякі з них, такі як «Народна глобальна дія», відреагували на цю загрозу, внісши зміни до своїх маніфестів, щоб принципово відкинути альянси з будь-якими правими групами.
У своїй статті 2014 року професор соціальної психології Афінського університету Васіліс Павлопулос стверджував: «Так звана центристська/екстремістська теорія або теорія підкови вказує на сумнозвісну схожість між крайніми точками політичного спектра: «Так звана центристська/екстремістська або підковоподібна теорія вказує на сумнозвісну схожість між двома крайнощами політичного спектра (наприклад, авторитаризмом). Вона залишається живою, хоча багато соціологів вважають її повністю дискредитованою (Berlet & Lyons, 2000). Крім того, виявилося, що ідеологічні профілі двох політичних полюсів суттєво відрізняються (Pavlopoulos, 2013). Гіпотеза про центризм/екстремізм звужує громадянські політичні дебати і підриває прогресивну організацію. Ототожнення неонацистів з радикальними лівими призводить до легітимізації ультраправої ідеології та практик».

Саймон Чоат, старший викладач політичної теорії в Кінгстонському університеті, розкритикував теорію підкови. У статті 2017 року для The Conversation він написав: 
«Теорія підкови» є нісенітницею: ультраправі та ультраліві мають мало спільного»
Науковець стверджує, що ультраліві та ультраправі ідеології мають схожість лише в найрозпливчастішому сенсі, в тому, що вони обидві виступають проти ліберально-демократичного статус-кво, але обидві сторони мають дуже різні причини та дуже різні цілі для цього. Чоат використовує питання глобалізації як приклад; як ультраліві, так і ультраправі нападають на неоліберальну глобалізацію та її «еліти», але визначають різні еліти і мають суперечливі причини для нападок на них. Крім того, Чоат стверджує, що хоча прихильники теорії підкови можуть наводити історичні приклади передбачуваної змови між фашистами і комуністами, ультраліві зазвичай виступають проти приходу до влади ультраправих або фашистських режимів у своїх країнах. Натомість він стверджує, що саме центристи підтримували ультраправі та фашистські режими і надавали їм перевагу при владі над соціалістами, і що теорія підкови є упередженою щодо центристів, які, за його словами, використовують її для очорнення або нападок на лівих більше, ніж на правих. Він наводить приклад президентських виборів у США 2016 року і президентських виборів у Франції 2017 року, на яких прихильники Берні Сандерса і Жана-Люка Меланшона нібито надавали перевагу або голосували за Дональда Трампа і Марін Ле Пен. У цьому сенсі він стверджує, що теорія підкови використовується для того, щоб  «дискредитувати лівих, одночасно відхрещуючись від власної співучасті з ультраправими». Чоат також каже, що «порівнювати Сталіна з сучасними лівими, такими як Меленшон або Корбін, явно абсурдно», і робить висновок: «Якщо ліберали справді хочуть зрозуміти і протистояти піднесенню ультраправих, то замість того, щоб поливати брудом лівих, їм, можливо, варто замислитися над власними помилками.

Хоча офіційний академічний або журналістський аналіз теорії підкови є відносно новим, критика її попередників є давньою, і часто підставою для критики була тенденція коментаторів об'єднувати розрізнені протилежні рухи разом. Ще в 1938 році марксистський теоретик і політик Лев Троцький написав статтю «Їхня мораль і наша», яка стала основою для його книги «Їхня мораль і наша: Марксистські та ліберальні погляди на мораль», що вийшла в 1939 році. У статті 1938 року, яку вперше опублікував у США теоретичний журнал Соціалістичної робітничої партії Міжнародної лівої опозиції, він писав:
Основна риса цих зближень і уподібнень у тому, що вони геть ігнорують матеріальну основу різних течій, тобто їхню класову природу і, тим самим, їхню об’єктивну історичну роль. Замість цього вони оцінюють і класифікують різні течії за якоюсь зовнішньою і другорядною ознакою, найчастіше за їхнім ставленням до того чи іншого абстрактного принципу, що для даного класифікатора має особливу фахову цінність. Скажімо, для римського папи франкмасони, дарвіністи, марксисти й анархісти є близнюками, позаяк усі вони святокрадно заперечують непорочне зачаття. Для Гітлера близнюками є лібералізм і марксизм, тому що вони ігнорують “кров і честь”. Для демократа фашизм і більшовизм – двійнята, позаяк вони не схиляються перед загальним виборчим правом. І так далі.